# Calendário nacional indiano
Shaka Samvat é o ano lunar indiano, normalmente consistindo de 12 meses, exceto quando há o Adhik Maas, literalmente, o 'Mês Adicional'. 
Acredita-se que o calendário nacional indiano foi criado pelo Rei Shalivahan, em 78 d.C., tendo como base sua própria criação, que começou, curiosamente, em 0. Considerando esta concepção, a virada do milênio será conforme mostra a tabela abaixo:
| Calendário Nacional Indiano | Calendário Gregoriano |
| --------------------------- | --------------------- |
| 30 de phālgun de 1999       | 21 de março de 2078   |
| 1 de chaitra de 2000        | 22 de março de 2078   |

## Meses e dias
Os meses na primeira metade do ano têm todos 31 dias, a considerar o movimento mais lento do Sol neste tempo.
Os nomes dos meses são derivados do calendário luni-solar hindu, portanto as variações na ortografia existem, e há uma fonte possível da confusão quanto à que calendário uma data pertence.
Os anos são a Era de Shaka, que tem o ano 0 no ano 78 da Era Comum. Para determinar anos bissextos, acrescente 78 ao ano Saka - se o resultado for um ano bissexto no calendário Gregoriano, então o ano Saka é um ano bissexto também. Só há uma exceção: se o ano no calendário gregoriano não for bissexto só por terminar em "00", ele será bissexto no Shaka Samvat.
Em 22 de março de 2022, começou o ano 1944 do calendário nacional indiano.
| #  | Mês        | Duração (dias) | Início (calendário gregoriano) |
| 1  | chaitra    | 30/31          | 21/22 de março                 |
| 2  | vaishākh   | 31             | 21 de abril                    |
| 3  | jyaishtha  | 31             | 22 de maio                     |
| 4  | āshādha    | 31             | 22 de junho                    |
| 5  | shrāvana   | 31             | 23 de julho                    |
| 6  | bhādrapad  | 31             | 23 de agosto                   |
| 7  | āshwin     | 30             | 23 de setembro                 |
| 8  | kārtik     | 30             | 23 de outubro                  |
| 9  | agrahayana | 30             | 22 de novembro                 |
| 10 | paush      | 30             | 22 de dezembro                 |
| 11 | māgh       | 30             | 21 de janeiro                  |
| 12 | phālgun    | 30             | 20 de fevereiro                |